# Porocottus
Porocottus – rodzaj ryb skorpenokształtnych z rodziny głowaczowatych. 

## Klasyfikacja
Gatunki zaliczane do tego rodzaju:
- Porocottus allisi
- Porocottus camtschaticus
- Porocottus coronatus
- Porocottus japonicus
- Porocottus leptosomus
- Porocottus mednius
- Porocottus minutus
- Porocottus quadrifilis
- Porocottus tentaculatus